# Oscar Pfennig
Oscar [Oskar] Pfennig (* 22. August 1880 in Hamburg; † 6. März 1963 in Stuttgart) war ein deutscher Architekt.

## Abstammung
Oscar Pfennig war der Sohn eines Exportkaufmanns aus Lübeck. Er hatte einen Bruder, Eduard Pfennig (1878–1952), der als Kunstmaler ebenfalls in Stuttgart wirkte. Mit seinem Bruder war Oscar Pfennig auch an der Ausstattung der Klubräume des Stuttgarter Künstlerbundes beteiligt.

## Leben
Nach einer praktischen Tätigkeit im Bauhandwerk in Lübeck studierte Oscar Pfennig von 1900 bis 1903 Architektur an der Technischen Hochschule Stuttgart bei Theodor Fischer, Heinrich Jassoy und Gustav Halmhuber. Von 1904 bis 1908 war er Mitarbeiter in Theodor Fischers privatem Atelier, danach von 1908 bis 1910 im Architekturbüro von Ludwig Eisenlohr und Carl Weigle. Er heiratete Eisenlohrs Tochter Margarete und wurde 1910, als Eisenlohr und Weigle sich trennten, der neue Teilhaber seines Schwiegervaters.
Das gemeinsame Büro firmierte unter dem Namen „Eisenlohr und Pfennig“. In dieses Büro trat 1924 Eisenlohrs Sohn Ludwig Eisenlohr junior ein, der gemeinsam mit Pfennig Anschluss an die modernen Tendenzen der Architektur fand (vgl. Neues Bauen) und zahlreiche Wettbewerbe gewann.

## Bauten
(unvollständig)
als Mitarbeiter im Büro Eisenlohr und Weigle:
- 1909–1910: Kurgartenhotel in Friedrichshafen
- 1910: Sommerhaus in Bebenhausen

gemeinsam mit Ludwig Eisenlohr sen.:
- 1910: Villa Abt in Schorndorf
- 1910–1911: Umbau und Saal-Anbau des Konservatoriums (Musikhochschule) in Stuttgart
- 1911–1912: Wohnhaus für Julius Springer in Berlin-Zehlendorf-West, Schillerstraße 10
- 1911–1912: Kaufhaus Hertie in Ulm
- 1911–1912: Johannes-Kepler-Gymnasium in Cannstatt
- 1911–1913: evangelische Heilandskirche in Stuttgart-Berg, Sickstraße 37
- 1911–1913: Geschäftshaus des Württembergischen Kreditvereins in Stuttgart, Willi-Bleicher-Straße 37 (früher: Kanzleistraße)
- 1912–1913: Restaurationsräume im Kunstgebäude in Stuttgart
- 1912–1913: Kunstgewerbeschule mit Lehr- und Versuchswerkstätten in Stuttgart, Am Weißenhof 1 (in Fortführung eines Projektes von Bernhard Pankok)
- 1913: Villa Breuninger in Schorndorf
- 1913: Villa Gminder in Lichtenstein
- 1913–1919: Hochbauten auf dem Hauptfriedhof in Stuttgart-Steinhaldenfeld
- 1916–1918: Erweiterungsbau des Hotels Kuhn in Arosa
- 1922, 1927: Restaurant Charlottenhof in Stuttgart, Charlottenstraße 22
- 1922: Wohnhaus Pietschker in Stuttgart-Degerloch, Roßhaustraße 6
- 1925–1927: Kursaalgebäude, römisch-russisches Bad und Trinkhalle der Albertquelle in Bad Mergentheim
- 1925–1928: Mittnachtbau in Stuttgart, Königstraße 46 (in dem dann auch das Büro Eisenlohr und Pfennig seinen Sitz hatte)
- 1927: Wohnhaus Sieger in Stuttgart-Degerloch, Löwenstraße 25

gemeinsam mit Ludwig Eisenlohr jun.:
- 1929: Wohnhaus Eisenlohr in Stuttgart-Degerloch, Erlenweg 11
- 1928–1931: Erweiterungsbau des Kaufhauses Breuninger in Stuttgart, Marktstraße 3. Die Konstruktion wurde auf der Ausstellung The International Style in New York im Jahr 1932 vorgestellt. Der neusachliche achtgeschossige Stahlskelettbau überstand die Luftangriffe im Zweiten Weltkrieg. Sein markantes Äußeres verschwand 1959 hinter einer Verblendung aus Aluminium-Lamellen. Weitere Umbauten in den Folgejahren veränderten sein Äußeres bis zur Unkenntlichkeit.[3]
- 1933: ein Bauabschnitt der Kochenhofsiedlung in Stuttgart
- 1934: Freibad am Max-Eyth-See in Stuttgart-Hofen
- 1934–1939: ein Bauabschnitt der Vogelsangsiedlung in Stuttgart
- 1936–1939: verschiedene Bauten der Daimler-Benz AG in Sindelfingen und Stuttgart-Untertürkheim
- 1958–1959: Freibad Rosental in Stuttgart-Vaihingen